# Neven Vukman
Neven Vukman (ur. 14 października 1985 w Ivancu) – chorwacki piłkarz, występujący na pozycji środkowego pomocnika.

## Kariera klubowa

### Występy w NK Varteks
Karierę zaczynał jako junior w lokalnym zespole NK Ivančica Ivanec. W 2002 roku Vukman podpisał kontrakt z pochodzącym z Varaždinu klubem NK Varteks. Początki Vukmana w klubie nie były udane – w pierwszym sezonie gry w Varteksie 2002/2003 wystąpił tylko raz, a zadebiutował w końcowych trzech minutach rozgrywanego w ramach Pucharu Chorwacji z zespołem NK Virovitica meczu wygranym przez Varteks 6:1. W lidze chorwackiej Varteks zajął trzecie miejsce w lidze. Następny sezon, 2003/2004 był okazją dla Vukmana do debiutu w pierwszej lidze. Vukman wszedł na boisko z ławki w 69 minucie zastąpił reprezentanta Bośni i Hercegowiny Ivicę Huljeva. Był to mecz rozgrywany w Splicie na stadionie Poljud przeciwko Hajdukowi Split, a w spotkaniu tym Varteks przegrał 0:2. NK Varteks zajął 5. miejsce w lidze, a w Pucharze Chorwacji odpadł w ćwierćfinale po przegranej w Puli z zespołem NK Pula. Zespół wcześniej wyeliminował takie kluby jak Valpovka Valpovo i NK Zagorač Krapina. Ogółem Vukman wystąpił w 5 ligowych spotkaniach zespołu, ale nie udało mu się zdobyć premierowego trafienia w lidze chorwackiej.
Sezon 2004/2005 to po raz kolejny 5. miejsce w końcowej tabeli, ale powodzenie w Pucharze Chorwacji, gdzie Varteks poległ dopiero w półfinale z późniejszym triumfatorem Pucharu, zespołem NK Rijeka, na rijeckiej Kantridzie przegrywając 2:3 i na swoim stadionie ulegając również 2:3. Wcześniej Varteks wyeliminował takie zespoły jak: NK Tomislav (6:1), NK Koprivnica (4:1) i Dinamo Zagrzeb (1:0 u siebie po golu Leona Benko, 0:0 na Maksimirze). W tym sezonie świetnie zaprezentował się Vukman, który wraz z innym młodym zawodnikiem, Dario Jertecem utworzyli świetny duet nie tylko w Varteksie, gdzie ten drugi częściej przegrywał rywalizację o miejsce w składzie z Nikolą Šafariciem i reprezentantem Macedonii Igorem Jančevskim, ale i w reprezentacji młodzieżowej U-21. W tym sezonie Vukman pojawił się w barwach Varteksa 15 razy i raz pokonał bramkarza rywali, w spotkaniu przeciwko 28 kolejki rozgrywanym 7 maja 2005 przeciwko zespołowi NK Rijeka. Vukman trafił do siatki w 66 minucie zdobywając tym samym zwycięską bramkę i ustalając wynik spotkania na 3:1 dla Varteksa.
Sezon 2005/2006 był przełomowym momentem w karierze Vukmana. W lidze Varteks zajął 4. miejsce w tabeli. W Pucharze Chorwacji w 1/16 finału z problemami wyeliminował IV-ligowy NK Ogulin 3:2, a w 1/8 finału spisał się lepiej pokonując stołeczny zespół NK Hrvatski Dragovoljac na wyjeździe 2:0. W 1/4 finału los był łaskawy dla Varteksa, ponieważ skojarzył ich z czwartoligowym zespołem Naftaš Ivanič. Zespół ten był jednak rewelacją tegorocznych rozgrywek, ponieważ wcześniej wyeliminował tak uznane zespoły jak HNK Šibenik czy Dinamo Zagrzeb. W pierwszym meczu, rozgrywanym w Varaždinie Varteks zwyciężył 4:1. W rozgrywanym w miejscowości Ivanič rewanżu, Naftaš zremisował 1:1 i do półfinału Pucharu Chorwacji przeszedł Varteks, a tam oczekiwała na niego drużyna NK Kamen Ingrad. W pierwszym meczu na stadionie Varteksa padł remis 3:3, a wynik ten premiował zespół ze stadionu Kamen Ingrad. W meczu rewanżowym rozgrywanym w Velikiej Varteks zwyciężył jednak 2:1 i odniósł historyczny awans do finału Pucharu Chorwacji. W finale zmierzyli się z zespołem NK Rijeka. W pierwszym meczu rozgrywanym 26 kwietnia 2006 w Rijece Varteks doznał porażki 0:4. Kiedy jednak wydawało się, że sprawa triumfu w rozgrywkach jest już przesądzona, po 54 minutach meczu w Varaždinie Varteks prowadził 3:0. 4 minuty później gola zdobyła Rijeka. Następnie Varteks dołożył jeszcze dwa gole i dzięki lepszemu stosunkowi goli na wyjeździe triumfował w rozgrywkach. Vukman zdobył jedną z bramek. Ogółem w lidze wystąpił na boisku 18 razy, ale ani razu nie udało mu się pokonać golkipera rywali.
W trakcie przygotowań do sezonu 2006/2007 Vukman doznał kontuzji kolana i został wyłączony z przygotowań na ok. 2 tygodnie. W sezonie 2007/2008 nie rozegrał żadnego meczu w Varteksie. Grał w nim jeszcze w sezonie 2008/2009.

### Po odejściu z Varteksu
W 2009 roku Vukman odszedł z Varteksu do NK Karlovac. Spędził w nim rok. W latach 2010–2012 występował w HNK Rijeka, a w połowie 2012 roku wyjechał do Kazachstanu by grać w FK Taraz. W 2013 roku wrócił do Varaždinu, w którym grał w trzeciej lidze. Na początku 2014 roku przeszedł do drugoligowego NK Zelina, a latem 2014 do pierwszoligowego klubu Istra 1961.

## Kariera reprezentacyjna

### Reprezentacja młodzieżowa U-21
Vukman w reprezentacji młodzieżowej w spotkaniu kwalifikacji do Młodzieżowych Mistrzostw Europy przeciwko Węgrom. Później zagrał w innych spotkaniach: przeciwko Malcie, Szwecji, Bułgarii, gdzie zdobył gola i w meczu przeciwko Islandii. Chorwacja awansowała na Mistrzostwa rozgrywane we Włoszech, jednak tam dwukrotnej porażki, najpierw z Bułgarią 1:2, a później tym samym stosunkiem goli z Ukrainą.

### Występy w Reprezentacji Chorwacji
W reprezentacji Chorwacji Neven Vukman wystąpił 2 razy, a pierwszym występem w reprezentacji Vukmana był ten w meczu, rozgrywanym 29 stycznia 2006 w Hongkongu w ramach Pucharu Carlsberga przeciwko Korei Południowej przegranym 0:2. Drugim i jak do tej pory ostatnim meczem w reprezentacji Chorwacji był występ 1 lutego 2006 przeciwko Hongkongowi wygrany przez Chorwację 4:0. Powołanie na ten turniej Vukman otrzymał od poprzedniego selekcjonera, Zlatko Kranjčara.
- 1. 29 stycznia 2006 Hongkong,  Chorwacja –  Korea Południowa 0:2
- 2. 1 lutego 2006 Hongkong,  Hongkong –  Chorwacja 0:4

## Sukcesy i statystyki
| Sezon   | Klub        | Kraj       | Rozgrywki     | Mecze | Bramki |
| ------- | ----------- | ---------- | ------------- | ----- | ------ |
| 2002/03 | NK Varteks  | Chorwacja  | Prva HNL      | 1     | 0      |
| 2003/04 | NK Varteks  | Chorwacja  | Prva HNL      | 5     | 0      |
| 2004/05 | NK Varteks  | Chorwacja  | Prva HNL      | 15    | 1      |
| 2005/06 | NK Varteks  | Chorwacja  | Prva HNL      | 18    | 0      |
| 2006/07 | NK Varteks  | Chorwacja  | Prva HNL      | 11    | 2      |
| 2007/08 | NK Varteks  | Chorwacja  | Prva HNL      | 0     | 0      |
| 2008/09 | NK Varteks  | Chorwacja  | Prva HNL      | 21    | 0      |
| 2009/10 | NK Karlovac | Chorwacja  | Prva HNL      | 20    | 2      |
| 2010/11 | HNK Rijeka  | Chorwacja  | Prva HNL      | 19    | 2      |
| 2010/11 | HNK Rijeka  | Chorwacja  | Prva HNL      | 10    | 0      |
| 2012    | FK Taraz    | Kazachstan | Priemjer-Liga | 18    | 1      |
| 2013/14 | NK Varaždin | Chorwacja  | Treća HNL     | 13    | 1      |
| 2013/14 | NK Zelina   | Chorwacja  | Druga HNL     | 14    | 1      |
| 2014/15 | Istra 1961  | Chorwacja  | Prva HNL      | 24    | 0      |
| 2015/16 | Istra 1961  | Chorwacja  | Prva HNL      |       |        |